# ISO 3166-2:BB
کد ISO 3166-2:BB بخشی از استاندارد ایزو ۳۱۶۶ برای کشور باربادوس است که توسط سازمان بین‌المللی استانداردسازی ISO تنظیم شده‌است این سازمان، کدهای استاندارد را برای تقسیمات کشوری (ایالت‌ها یا استان‌های) کشورهای فهرست شده در استاندارد ایزو ۳۱۶۶-۱ تعریف می‌کند.
هر کد شامل دو بخش می‌گردد که توسط علامت - جدا می‌گردند.
- بخش نخست BB که در ایزو ۳۱۶۶-۱ آلفا-۲ کد کشور باربادوس است.
- بخش دوم شامل یک یا دو یا سه حرف است که بیان‌کننده استان یا ایالت کشور باربادوس می‌باشد.

## کدها

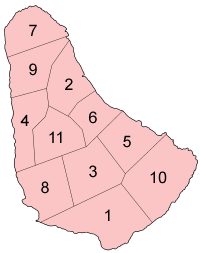
Mappa di Barbados suddivisa in parrocchie, ognuna etichettata col proprio کدها ISO-3166-2.

| کدها  | بخش                            |
| ----- | ------------------------------ |
| BB-01 | کرایست چرچ، باربادوس           |
| BB-02 | سنت آندرو، باربادوس            |
| BB-03 | سنت جورج، باربادوس             |
| BB-04 | سنت جیمز، باربادوس             |
| BB-05 | سنت جان، باربادوس              |
| BB-06 | سنت جوزف، باربادوس             |
| BB-07 | سنت لوسی، باربادوس             |
| BB-08 | Saint Michael (disambiguation) |
| BB-09 | سنت پیتر، باربادوس             |
| BB-10 | سنت فیلیپ، باربادوس            |
| BB-11 | سنت توماس، باربادوس            |